# Трофей Римингтона

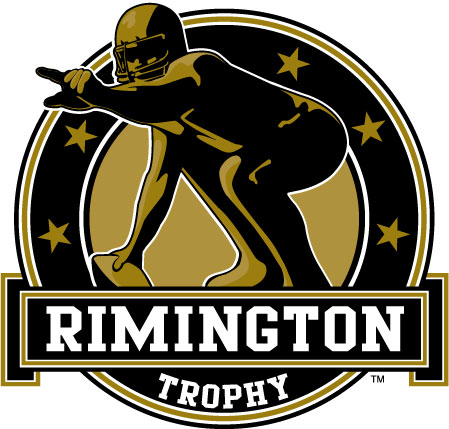
Логотип трофея Римингтона.

Трофей Дэйва Римингтона (англ. Dave Rimington Trophy, также Трофей Римингтона) — награда, присуждаемая самому выдающемуся центру футбольного турнира I дивизиона NCAA. Приз был учреждён в 2000 году, начиная с 2003 года он также вручается лучшим центрам низших уровней студенческого футбола. Награда названа в честь Дэйва Римингтона, члена Зала славы студенческого футбола, выступавшего за команду университета Небраски, «Цинциннати Бенгалс» и «Филадельфию Иглз». Обладатель приза определяется на основании символических сборных звёзд по итогам сезона, составляемых изданием Sporting News, Фондом Уолтера Кемпа и Ассоциацией футбольных журналистов Америки. Спонсором награды является Фонд Бумера Эсайсона, бывшего игрока НФЛ. Церемония вручения приза используется им для сбора средств в благотворительных целях.
Первым обладателем награды в 2000 году стал Доминик Райола, выступавший за команду университета Небраски. Действующим обладателем приза является Тайлер Линдербаум из Айовского университета. Чаще всего, по три раза, лауреатами становились представители Алабамского университета, университета штата Огайо и Мичиганского университета.

## О трофее

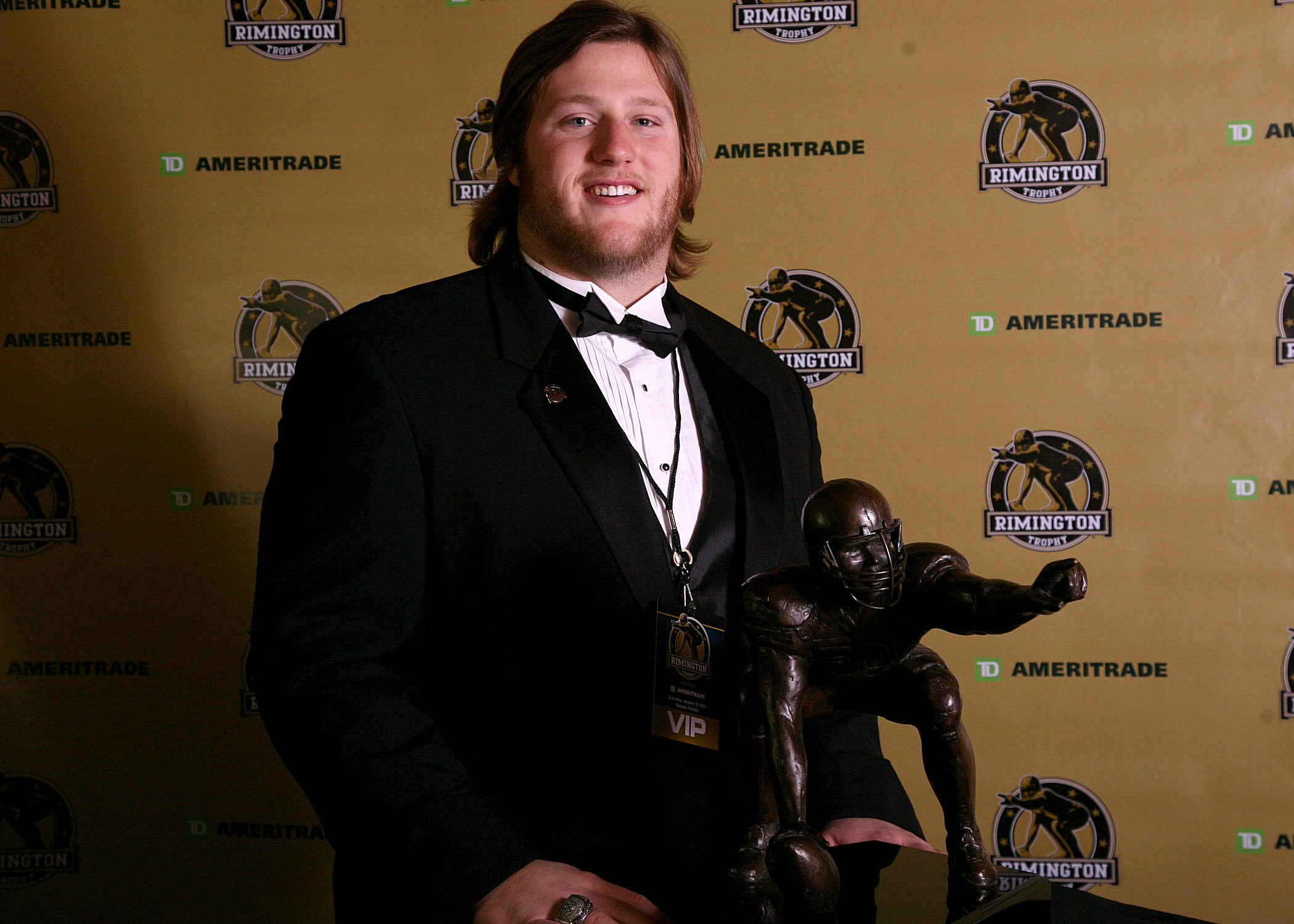
Джейк Киркпатрик, обладатель трофея по итогам сезона 2010 года.

Идея создания награды возникла у журналиста газеты San Francisco Examiner Сида Расселла в 2000 году. Во время интервью с бывшим игроком команды университета Небраски Дэйвом Римингтоном он отметил, что в студенческом футболе существуют индивидуальные призы для игроков всех амплуа, за исключением центра. Расселл предложил назвать трофей в честь Римингтона, который играл центром и в 1981 и 1982 годах включался в состав символической сборной звёзд NCAA.
Спонсором учреждённого трофея стал фонд Бумера Эсайсона, в прошлом квотербека клуба «Цинциннати Бенгалс», игравшего вместе с Римингтоном в НФЛ. Трофей Римингтона входит в Национальную ассоциацию наград студенческого футбола, объединяющую двадцать пять наиболее престижных призов. Церемония вручения награды играет важную роль в сборе средств для поддержки больных муковисцидозом: с момента создания трофея по 2020 год фонд Бумера Эсайсона получил около 4,5 млн долларов. В первые три года существования награда присуждалась игрокам поддивизиона FBS I дивизиона NCAA, с 2003 года приз вручается лучшим центрам остальных уровней студенческого футбола. Трофей был создан скульптором Марком Меллоном, известным своей работой над наградами самым ценным игрокам НБА и ВНБА.

## Процедура выборов
Определением обладателя награды занимается специальный комитет Трофея Римингтона. Основным критерием служит попадение игрока в одну из трёх наиболее престижных символических сборных сезона, составляемых Фондом Уолтера Кемпа, изданием Sporting News и Ассоциацией футбольных журналистов Америки. По правилам комитета, центрами считаются те игроки, которые в основном действуют на этой позиции в своих командах, тогда как в этих сборных место центра могут занимать представители других амплуа.
Лауреатом награды признаётся тот игрок, который получил наибольшее число голосов при определении составов символических сборных сезона. В случае равного количества полученных голосов, победитель определяется голосованием членов комитета Трофея Римингтона.

## Обладатели награды
| Условные цветовые обозначения             |
| ----------------------------------------- |
| Действующие игроки НФЛ на сезон 2022 года |

- Цифра в скобках означает число наград, полученных игроком либо представителями университета

| Год  | Победитель         | Фото | Университет       | Финалисты | Ссылки        |
| ---- | ------------------ | ---- | ----------------- | --- | ------------- |
| 2000 | Доминик Райола     |      | Небраска          | — | [ 5 ] [ 6 ]   |
| 2001 | Лечарлз Бентли     |      | Огайо Стейт       | Сет Маккинни (Техас A&M) Кайл Янг (Клемсон)                                                                                         | [ 7 ]         |
| 2002 | Бретт Ромберг      |      | Майами            | Джефф Фейн (Нотр-Дам) Брюс Нелсон (Айова)                                                                                           | [ 8 ] [ 9 ]   |
| 2003 | Джейк Гроув        |      | Виргиния Тек      | Ник Леки (Канзас Стейт) Винс Картер (Оклахома) Норм Катник (ЮСК) Хью Рейли (Джорджия Тек) Бен Уилкерсон (ЛСЮ)                       | [ 10 ] [ 11 ] |
| 2004 | Дэвид Бас          |      | Мичиган           | Джейсон Браун (Северная Каролина) Винс Картер (Оклахома) Грег Эслингер (Миннесота) Марвин Филип (Калифорния) Расс Таннер (Джорджия) | [ 12 ] [ 13 ] |
| 2004 | Бен Уилкерсон      |      | ЛСЮ               | Джейсон Браун (Северная Каролина) Винс Картер (Оклахома) Грег Эслингер (Миннесота) Марвин Филип (Калифорния) Расс Таннер (Джорджия) | [ 12 ] [ 13 ] |
| 2005 | Грег Эслингер      |      | Миннесота         | Марк Фентон (Колорадо) Майк Дегори (Флорида) Ник Манголд (Огайо Стейт) Дэн Мозес (Западная Виргиния) Марвин Филип (Калифорния)      | [ 14 ] [ 15 ] |
| 2006 | Дэн Мозес          |      | Западная Виргиния | Марк Бил (Мичиган) Даг Датиш (Огайо Стейт) Райан Кэлил (ЮСК) Джонатан Луигс (Арканзас) Дарнелл Стэплтон (Ратгерс)                   | [ 16 ] [ 17 ] |
| 2007 | Джонатан Луигс     |      | Арканзас          | Стив Джастис (Уэйк Форест) Кори Лихтенштайгер (Боулинг Грин) Алекс Мак (Калифорния) Адам Спикер (Миссури) Коди Уоллес (Техас A&M)   | [ 18 ] [ 19 ] |
| 2008 | Эй Кью Шипли       |      | Пенн Стейт        | Джонатан Луигс (Арканзас) Антуан Колдуэлл (Алабама) Алекс Мак (Калифорния) Макс Унгер (Орегон) Эрик Вуд (Луисвилл)                  | [ 20 ] [ 21 ] |
| 2009 | Моркис Паунси      |      | Флорида           | Джон Эстес (Гавайи) Крис Холл (Техас) Джейк Киркпатрик (ТХУ) Мэттью Теннант (Бостон Колледж) Джей Ди Уолтон (Бейлор)                | [ 22 ] [ 23 ] |
| 2010 | Джейк Киркпатрик   |      | ТХУ               | Райан Пью (Оберн) Колин Бакстер (Аризона) Чейз Билер (Стэнфорд) Майк Брюстер (Огайо Стейт) Дэвид Молк (Мичиган)                     | [ 24 ] [ 25 ] |
| 2011 | Дэвид Молк         |      | Мичиган (2)       | Далтон Фримен (Клемсон) Грант Гарнер (Оклахома Стейт) Бен Джонс (Джорджия) Уильям Влахос (Алабама) Питер Конз (Висконсин)           | [ 26 ] [ 27 ] |
| 2012 | Барретт Джонс      |      | Алабама           | Марио Бенавидес (Луисвилл) Брэкстон Кейв (Нотр-Дам) Далтон Фримен (Клемсон) Калед Холмс (ЮСК) Мэтт Станкевич (Пенн Стейт)           | [ 28 ] [ 29 ] |
| 2013 | Брайан Сторк       |      | Флорида Стейт     | Риз Дисмьюкс (Оберн) Херонис Грасу (Орегон) Гейб Айкард (Оклахома) Тайлер Ларсен (Юта Стейт) Тревис Суонсон (Арканзас)              | [ 30 ] [ 31 ] |
| 2014 | Риз Дисмьюкс       |      | Оберн             | Джек Аллен (Мичиган Стейт) Дэвид Эндрюс (Джорджия) Би Джей Финни (Канзас Стейт) Энди Галлик (Бостон Колледж) Херонис Грасу (Орегон) | [ 32 ] [ 33 ] |
| 2015 | Райан Келли        |      | Алабама (2)       | Джек Аллен (Мичиган Стейт) Остин Блайт (Айова)                                                                                      | [ 34 ] [ 35 ] |
| 2016 | Пэт Элфлайн        |      | Огайо Стейт (2)   | Тайлер Орлоски (Западная Виргиния) Итан Посик (ЛСЮ)                                                                                 | [ 36 ] [ 37 ] |
| 2017 | Билли Прайс        |      | Огайо Стейт (3)   | Уилл Клэпп (ЛСЮ) Брэдли Бозман (Алабама)                                                                                            | [ 38 ] [ 39 ] |
| 2018 | Гарретт Брэдбери   |      | Эн Си Стейт       | Росс Пиршбейкер (Алабама) Сэм Мастифер (Нотр-Дам)                                                                                   | [ 40 ] [ 41 ] |
| 2019 | Тайлер Бьядаш      |      | Висконсин         | Мэтт Хеннесси (Темпл) Крид Хамфри (Оклахома)                                                                                        | [ 42 ] [ 43 ] |
| 2020 | Лэндон Дикерсон    |      | Алабама (3)       | Джош Майерс (Огайо Стейт) Тайлер Линдербаум (Айова)                                                                                 | [ 44 ] [ 45 ] |
| 2021 | Тайлер Линдербаум  |      | Айова             | Алек Линдстром (Бостон Колледж) Олусегун Олуватими (Виргиния)                                                                       | [ 46 ] [ 47 ] |
| 2022 | Олусегун Олуватими |      | Мичиган (3)       | Бретт Нейлон (ЮСК) Джон Майкл Шмиц (Миннесота)                                                                                      | [ 48 ] [ 49 ] |

### Обладатели награды на низших уровнях студенческого футбола
| Год  | Поддивизион FCS I дивизиона (до 2005 года дивизион I-AA) | II дивизион                                                 | III дивизион                            | NAIA                                       |
| ---- | -------------------------------------------------------- | ----------------------------------------------------------- | --------------------------------------- | ------------------------------------------ |
| 2003 | Юджин Амано Саут-Ист Миссури Стейт                       | Кевин Палмер Техас A&M—Кингсвилл                            | Том Дойл Кэпитал                        | Доминик Миралья Нортвестерн Оклахома Стейт |
| 2004 | Роб Хант Норт Дакота Стейт                               | Кевин Бертон Саут-Истерн Оклахома Стейт                     | Мэттью Буш Мэри Хардин—Бейлор           | Адам Шерман Сент-Фрэнсис                   |
| 2005 | Джефф Болтон Монтана Стейт                               | Лэнс Анкар Северная Алабама                                 | Дэмиен Чецвиш Дэлавер Вэлли             | Кайл Бейкер Кэрролл Колледж                |
| 2006 | Джеки Скиппер Арканзас—Пайн-Блафф                        | Кристиан Мортон Южная Дакота                                | Джош Нокс Хардин—Симмонс                | Джеремайя Хейс Ивенджел                    |
| 2007 | Бреннен Карвальо Портленд Стейт                          | Райан Поуп Шеперд                                           | Брент Аллен Висконсин—Уайтуотер         | Труман Эшби Бенедиктин Колледж             |
| 2008 | Скотт Лемн Джеймс Мэдисон                                | Сэм Коллинз Абилин Крисчен                                  | Джош Остру Сент-Томас—Миннесота         | Джефф Хайнс Линденвуд                      |
| 2009 | Остин Стейхен Северная Айова                             | Джек Хайетт Небраска—Карни                                  | Диллон Холлин Уиттенберг                | Джефф Хайнс (2) Линденвуд (2)              |
| 2010 | Шон Миддлтон Саут-Ист Миссури Стейт (2)                  | Брэндон Фуско Слиппери Рок                                  | Джош Остру (2) Сент-Томас—Миннесота (2) | Энди Фьесет Кэрролл Колледж (2)            |
| 2011 | Брайан Бомер Южный Иллинойс                              | Мэтт Уэббер Абилин Крисчен (2) Даррелл Леополд Дельта Стейт | Бретт Эккенс Маунт-Юнион                | Кайл Петтит Джорджтаун Колледж             |
| 2012 | Джо Лунд Норт Дакота Стейт (2)                           | Кевин Дей Карсон—Ньюман                                     | Кертис Джеймс Сент-Томас—Миннесота (3)  | Мэтт Муницци Сент-Завьер                   |
| 2013 | Джаред Синглтон Уоффорд                                  | Мэтт Армстронг Гранд-Вэлли Стейт                            | Бен Крэнстон Джонс Хопкинс              | Марк Осборн Гранд-Вью                      |
| 2014 | Корнелиус Эдисон Портленд Стейт (2)                      | Джек Аберкромби Калифорния (Пенсильвания)                   | Спенсер Кларк Уитон Колледж             | Дэвид Стоклин Бенедиктин Колледж (2)       |
| 2015 | Брюс Джонсон Мэн                                         | Дерек Эванс Карсон—Ньюман (2)                               | Митч Дорати Маунт-Юнион (2)             | Закари Митчелл Мэриан                      |
| 2016 | Марк Спелман Иллинойс Стейт                              | Акоакоа Палека-Кеннеди Мидвестерн Стейт                     | Митч Дорати (2) Маунт-Юнион (3)         | Брайан Гегнер Сент-Фрэнсис(2)              |
| 2017 | Джейкоб Онесорге Саут Дакота Стейт                       | Тейлор Никитсер Калифорния (Пенсильвания) (2)               | Вик Родригес Хардин—Симмонс (2)         | Завьер Картер Рейнхардт                    |
| 2018 | Таннер Волсон Норт Дакота Стейт (3)                      | Брюс Брей Хардинг                                           | Нейт Тревин Висконсин—Уайтуотер (2)     | Гарретт Бейдер Бенедиктин Колледж (3)      |
| 2019 | Зак Ларсен Южная Юта                                     | Джейк Ласина Огастана                                       | Зак Смит Хоуп Колледж                   | Дастин Ривера Саутвестерн Колледж          |
| 2020 | Эй Джей Фаррис Монмут                                    | Альфредо Фернандес Анджело Стейт                            | Майк Олсен Висконсин—Ошкош              | Дастин Ривера (2) Саутвестерн Колледж (2)  |
| 2021 | Эй Джей Фаррис (2) Монмут (2)                            | Мэтт Армендарис Колорадо Майнс                              | Майк Олсен (2) Висконсин—Ошкош (2)      | Мэтт Дей Дикинсон Стейт                    |
| 2022 | Зак Гиг Саут-Ист Миссури Стейт (3)                       | Мэтт Армендарис (2) Колорадо Майнс (2)                      | Далтон Симпсон Саскуэханна              | Эндрю Картер Кэрролл Колледж (3)           |